# Дохерти, Лоуренс (хоккеист на траве)
Лоуренс Уильям Дохерти (англ. Laurence William Docherty, род. 24 февраля 1980, Эдинбург) — шотландский и нидерландский хоккеист (хоккей на траве), полузащитник. Участник летних Олимпийских игр 2008 года.

## Биография
Лоуренс Дохерти родился 24 февраля 1980 года в британском городе Эдинбург в Шотландии.
В 2000—2003 годах выступал за сборную Шотландии по хоккею на траве. В 2000 году перебрался в Нидерланды, играл за «Клейн Звитсерланд», с 2008 года — за «Блумендал». Незадолго до летних Олимпийских игр 2004 года подал заявку на смену гражданства, но получил паспорт подданного Нидерландов только в 2005 году. С 2006 года выступает за сборную Нидерландов.
В 2008 году вошёл в состав сборной Нидерландов по хоккею на траве на летних Олимпийских играх в Пекине, занявшей 4-е место. Играл на позиции полузащитника, провёл 7 матчей, забил 1 мяч в ворота сборной ЮАР.
В течение карьеры провёл за сборную Шотландии 48 матчей, за сборную Нидерландов 42 матча, забил 6 мячей.
По окончании игровой карьеры стал тренером. В сезоне-2015/16 был главным тренером женской команды «Блумендала».